# Cây sồi Wallace (Elderslie)
Cây sồi Wallace (tiếng Anh: Wallace Oak) là một cái cây ở Elderslie, Renfrewshire, Scotland. Nó có thể đã được trồng vào khoảng năm 1100 và lớn lên trong khu vườn của thân phụ nhà lãnh đạo độc lập Scotland William Wallace. Wallace được cho là sử dụng cành của cây này để trốn khỏi lính Anh. Cây đã bị hư hại do việc lấy gỗ làm đồ lưu niệm vào thế kỷ 19 và bị đổ trong một trận bão năm 1856.

## Sự liên quan với William Wallace
Cây sồi được mô tả là ít nhất 700 năm tuổi trong một cuốn sách năm 1838, cho biết ngày nó được trồng là vào khoảng năm 1100 Công nguyên. Vào cuối thế kỷ 13, cây thuộc quyền sở hữu của thân phụ nhà lãnh đạo độc lập người Scotland William Wallace. Bản thân William Wallace được cho là đã sinh ra trên khu đất gắn liền với cây sồi.
Trong truyền thuyết, Wallace được cho là đã sử dụng cành của cây này để trốn khỏi một đội tuần tra người Anh. Truyền thuyết này sau đó trở nên kỳ lạ hơn, người ta nói rằng cái cây đã che giấu tới 300 thuộc hạ của Wallace. Đã có những mô tả khác nhau về tán của nó, rộng khoảng 413 mét vuông (0,102 mẫu Anh) hoặc một mẫu Scotland (1,3 mẫu Anh, 0,53 ha).
Cây này được biết đến nhiều vào thế kỷ 14 và Cây thủy tùng Wallace sau đó mọc bên cạnh nó.

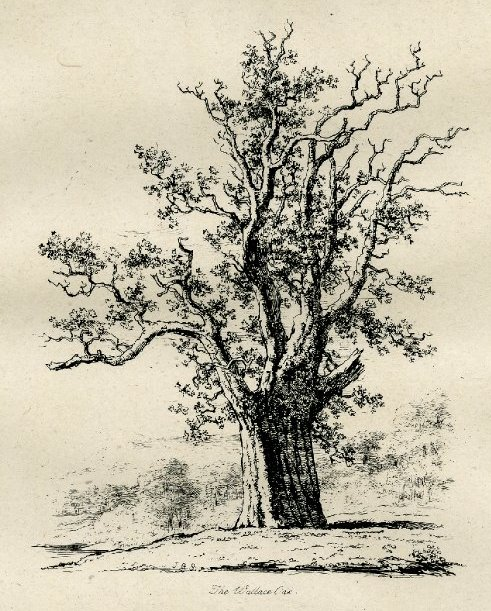
Tranh vẽ cây sồi Wallace của J.G. Strutt năm 1851.

## Thế kỷ 19
Vào năm 1825, thân cây có chu vi 6,4 m trên mặt đất, giảm xuống còn 3,71 m ở độ cao 1,5 m từ mặt đất. Nó có chiều cao 20 m với các cành vươn dài tới 14 m.
Sau thời gian này, cây tàn dần, một phần do tuổi tác và một phần do bị con người lấy gỗ làm quà lưu niệm. Vào giữa thế kỷ 19, việc đàn ông Scotland sở hữu một chiếc hộp đựng thuốc hít kết hợp một mảnh của cây sồi Wallace với một phần của cây do Mary I của Scotland trồng tại Cung điện Holyrood đã trở nên phổ biến.
Đến năm 1851, khi cây được Jacob George Strutt vẽ cho quyển Sylva Britannica của mình, nhiều cành của nó đã bị cắt bỏ và nó được mô tả là "một thân hình u sầu, trơ trụi và yếu ớt, với các cành bị cắt đứt bởi những kẻ săn quà lưu niệm, như Wallace khi bị treo cổ". Cây bị đổ trong một cơn bão năm 1856. John McAdam đã đặt làm một chiếc khung phức tạp bằng gỗ sồi vào năm 1867 mà ông định dùng để chứa các bức thư về Wallace tại Đài tưởng niệm Quốc gia Wallace.